# Uhu és pajtásai
Az Uhu és pajtásai vagy a Bagoly brigád (eredeti címén The Owl & Co) színes, francia 3D-animációs sorozat, melyet a Studio Hari készített. Magyarországon a Boomerang tűzte műsorra 2015. június 22-től, míg 2021. június 16-tól a Minimax vetíti, Bagoly Brigád címmel

## Cselekmény
A történet középpontjában Uhu, a rózsaszín, nagy szemű bagoly áll, aki semmi másra nem vágyik, mint hernyókra vadászni és pihenni, ám az erdő többi állata megakadályozza ebben. Nyüzsgésük folyamatosan bajba sodorja az ingerült madarat, amelyből sokszor ugyanúgy az állatok mentik ki

## Szereplők

### Főszereplők
| Szereplő                                               | Eredeti hang                                                                                            | Magyar hang (Boomerang) | Magyar hang (Minimax) |
| ------------------------------------------------------ | --- | ----------------------- | --------------------- |
| Uhu (1. szinkron) Bagoly (2. szinkron) (La Chouette)   | Nem beszél                                                                                              | Nem beszél              | Nem beszél            |
| Uhu (1. szinkron) Bagoly (2. szinkron) (La Chouette)   | A rózsaszín, örökké barátságtalan és türelmetlen bagoly, a sorozat főszereplője. Nincs beszélő szerepe. |                         |                       |
| Béka (1. szinkron) Breki (2. szinkron) (La Grenouille) | Emmanuel Curtil                                                                                         | Vári Attila             | Vida Péter            |
| Béka (1. szinkron) Breki (2. szinkron) (La Grenouille) | Meglehetősen parancsolgató természetű béka, mindent és mindenkit irányítani akar.                       |                         |                       |
| Birka (1. szinkron) Bari (2. szinkron) (Le Mouton)     | Sébastien Desjours                                                                                      | Pálmai Szabolcs         | Markovics Tamás       |
| Birka (1. szinkron) Bari (2. szinkron) (Le Mouton)     | A ragaszkodó természetű, erősen szórakozott birka.                                                      |                         |                       |
| Botsáska (Le Phasme)                                   | Pierre-Alain de Garrigues                                                                               | Seszták Szabolcs        | Seszták Szabolcs      |
| Botsáska (Le Phasme)                                   | A tudós botsáska, aki mindig feltalál valamilyen új dolgot.                                             |                         |                       |
| Denevér (La Chauve-Souris)                             | Nathalie Homs                                                                                           | Bogdányi Titanilla      | Gyöngy Zsuzsa         |
| Denevér (La Chauve-Souris)                             | A szelíd denevér, akkor is megérti Uhu-t, amikor a többiek nem.                                         |                         |                       |
| Csirke (1. szinkron) Pipi (2. szinkron) (Le Poulet)    | Nathalie Homs                                                                                           | Nagy Gereben            | Pálmai Szabolcs       |
| Csirke (1. szinkron) Pipi (2. szinkron) (Le Poulet)    | Az izgága csirke, a Kakas kisfia.                                                                       |                         |                       |

### Mellékszereplők
| Szereplő | Eredeti hang | Magyar hang (Boomerang) | Magyar hang (Minimax)                        |
| --- | --- | ----------------------- | -------------------------------------------- |
| Lámpás (1. szinkron) Dzsinn (2. szinkron) (Lanterne) | nem ismert | Vass Gábor              | Konkoly Balázs                               |
| Lámpás (1. szinkron) Dzsinn (2. szinkron) (Lanterne) | Egy varázslatos, beszélő lámpás. Képes kívánságokat teljesíteni.                                                                                   |                         |                                              |
| Kakas (Le Coq) | nem ismert | Schneider Zoltán        | Forgács Gábor                                |
| Kakas (Le Coq) | A csirke apja, egy idős kakas. |                         |                                              |
| Pingvin (Le Pingouin) | nem ismert | Kerekes József          | Bor László (1. hang) Juhász Zoltán (2. hang) |
| Pingvin (Le Pingouin) | Az utazó pingvin, aki egy hűtő hátizsákkal biztosítja magának a megfelelő klímát.                                                                  |                         |                                              |
| Borz (1. szinkron) Görény (2. szinkron) (Le Blaireau) | nem ismert | Csőre Gábor             | Szatory Dávid                                |
| Borz (1. szinkron) Görény (2. szinkron) (Le Blaireau) | A ravasz borz, aki el akarja kápráztatni a többieket, vagy legalábbis be akarja csapni őket.                                                       |                         |                                              |
| Békalány (La Grenouille Fille) | nem ismert | Nemes Takách Kata       | Csúz Lívia                                   |
| Békalány (La Grenouille Fille) | A nőnemű béka, akit a lámpás alkotott meg, a Béka kérésére.                                                                                        |                         |                                              |
| Birkalány (Les Moutons Fille) | nem ismert | Molnár Ilona            | N/A                                          |
| Birkalány (Les Moutons Fille) | A nőnemű birka, aki egy ideig a Békalány hasonmása volt.                                                                                           |                         |                                              |
| Múmia (La Momie) | Nem beszél | Nem beszél              | Nem beszél                                   |
| Múmia (La Momie) | Uhu hasonmása, de a főszereplőtől eltérően őt vastag múmiagéz borítja. Amikor Uhu véletlenül felébreszteni, elszabadul, s megtámadja az állatokat. |                         |                                              |
| Flamingó (Flamant) | nem ismert | Csankó Zoltán           | Holl Nándor                                  |
| Flamingó (Flamant) | A zseniális szakács flamingó, aki jól ért a hernyó alapanyagként való használatához.                                                               |                         |                                              |
| További magyar hangok (Boomerang) | |                         |                                              |
| Galambos Péter (újonc varázslótanonc), Galbenisz Tomasz (kincses-barlang őrzője), Markovics Tamás (Botsáska unokatestvére) | |                         |                                              |
| További magyar hangok (Minimax) | |                         |                                              |
| Bartók László (Kakas nagypapa), Gyurin Zsolt (Varangy), Molnár Kristóf (Sirály, Kutyuli), Rada Bálint (Bari unokatestvére), Karácsonyi Zoltán (Botsáska unokatestvére), Renácz Zoltán (Tim, a hernyósrác), Timkó Eszter (Kakukkos óra) | |                         |                                              |

## Epizódok
| Boomerang sorrend | Minimax sorrend |
| --- | --- |
| 1. Uhu és az újonc varázsló 2. Uhu Hernyószigeten 3. Sigruhuf 4. Uhu és a Bölcsek Hernyóköve 5. Hőhuhullámok 6. Excalibuhur 7. Tarzanagy és Uhu 8. Szülinapi tortuhúra 9. Az utolsó szamuhuráj 10. Pufók Uhu 11. Bosszuhúállok 12. Zúzó Uhu 13. Uhu és a takarítógép 14. Exkluhuzív bemutató 15. Uhu és az ufóhernyó 16. Bűvészmuhutatványok 17. A nagy Uhu-ho horgász 18. Aknamuhunka 19. Undok Uhu 20. Pupuuhu 21. Ártatlanuhul megvádolva 22. Mikuhulás 23. Az Uhu és a jeti 24. Uhutolsó ítélet 25. Láthatatanuhul 26. A kuhukta 27. Búcsú Uhu 28. Uhu repülni tanul 29. Szuperuhu 30. Itt az Uhu, hol az Uhu? 31. Sorsuhuzás 32. A mumuhus 33. Mágikuhus 34. Kakuhukk! 35. Uhu Csodaországban 36. Uhu és a kutyus 37. Kitúrt Uhu 38. Harmadik típuhusú találkozások 39. Sportolj, Uhu! 40. Búvár Uhu 41. A hernyótuhutujgató 42. Hernyópatamuhusz 43. Hernyóháboruhuú 44. Juhuj meteor 45. Az uhunauta 46. Uhu az odúban 47. Csibe, csituhulj! 48. Hernyóbőrbe bújt Uhu 49. Kísérleti nyuhul 50. Uhu és a varázskarkötő 51. A buborékpuhukkasztó 52. Uhúton nagyi felé 53. Uhuban ajándék lapul 54. Hókuszpókuhusz 55. Uhunak a csók 56. Madarat tolláról, Uhut barátjáról 57. Piszkosuhul nehéz munka 58. Uhutód 59. Muhutáns képességek 60. Imúúnuhus 61. Uhu és a hordós suskus 62. Felvétel induhul! 63. Az Uhura utazó ügynök 64. Hernyómentő Uhu 65. Fenséges uhúr 66. Uhumbug 67. Turbó Uhu 68. Uhu és a duplanátor 69. Cirkuszi Uhu 70. Kalózuhu 71. Uhu és a kertészverseny 72. Álmatlanuhul 73. Tuhuhunhamon 74. Szellemes Uhu 75. Uhu és a kacagó sirály 76. Uccu, Uhu! 77. Uhu és a kabalahernyó 78. Hipnotikuhus erő | 1. Ebura hernyó 2. A bagoly-nauta 3. Kész katasztrófa 4. Rág-alom 5. A jelmezverseny 6. Kísérleti bagoly 7. Meglepetés 8. A csodalámpa 9. A hercegnő és a... bagoly? 10. Madarat tolláról... békát barátjáról? 11. Bagoly csipet csapat 12. Keresd a kakukktojást! 13. A produhucer 14. Ügynökök kíméljenek! 15. Itt a hernyó, hol a hernyó? 16. Az uhuralkodó 17. A simlis... és a bagoly 18. Robobagoly 19. Uhutazás 20. Megabagoly 21. Ritka, mint a rózsaszín hernyó 22. Buhujócska 23. Rémségek éjszakája 24. A jótündér bagoly 25. A klónok randevúja 26. Cirkuszi bagoly 27. Jobb ma egy bagoly, mint holnap egy kakukk? 28. Bagoly Tükörországban 29. Egyik kutya, másik bagoly 30. Fantasztikus fakalandpark 31. A nyolcadik utas: Bagoly 32. KO, hernyó 33. A Loch Ness-i szörnybagoly 34. A fekete kalózbagoly átka 35. Leleményes veteményes 36. Drakula játszik és élvezi 37. A múmia bosszuhúja 38. Szellemekkel suttogó 39. A terapeuhuta 40. Száguhuldás 41. Csiga-biga, gyere ki! 42. Hipnouhúzis 43. Az excalibuhur 44. A tarzan és a bagoly 45. Odúát 46. Öreg kakas, nem vén bagoly 47. Okos enged, Bagoly szenved 48. Bagoly és bűnhődés 49. Türelem hernyót terem 50. Függőjátszma 51. Hernyómánia 52. A szerencse forgandó 53. Bagoly buborék 54. Baglyocska és a görény 55. Paranormális bagolyság 56. Bagolyinfluenza 57. Hordó bagoly 58. A varázsbagoly 59. Madártávlat 60. A vasakaratuhú 61. A hernyóbölcsek köve 62. Hideglelés 63. Evoluhúció 64. Bűvész bagoly 65. Hóbagoly 66. Közkutakodás 67. Kung fu Uhu 68. Felfuhujódás 69. Flamingót, a fantomlovag 70. Odúász 71. Az eltakarító 72. Éjjeli bagoly 73. Mikuhulás 74. Utálatos hóember 75. Szent bagoly 76. Láthatatlanuhul 77. A guhurman 78. A puhusztító |

## Magyar változat
1. szinkron: A szinkront a Turner Broadcasting System megbízásából az SDI Media Hungary készítette. Felolvasó: Bozai József

2. szinkron: A szinkront a Minimax megbízásából a Direct Dub Studios készítette. Felolvasó: Bordi András